# Tadeusz Telejko
Tadeusz Telejko (ur. 24 sierpnia 1956 w Zamościu) – polski profesor nauk technicznych, pracownik naukowy Akademii Górniczo-Hutniczej w Krakowie,  Prorektor ds. Ogólnych AGH od 2020 roku.

## Życiorys
Studia w Akademii Górniczo-Hutniczej ukończył w 1980 roku. Stopień doktora nauk technicznych uzyskał w 1988 roku. Habilitację uzyskał w 2005 roku na podstawie pracy Oznaczanie przewodności cieplnej ciała stałego z wykorzystaniem rozwiązania zagadnienia odwrotnego przewodzenia ciepła. W 2017 roku został mu nadany tytuł profesora nauk technicznych.
Związany z Wydziałem Inżynierii Metali i Informatyki Przemysłowej AGH. W latach 2007–2008 kierownik Katedry Techniki Cieplnej i Ochrony Środowiska. W latach 2008–2012 prodziekan Wydziału. W latach 2012–2016 i 2016-2020 dziekan Wydziału. Od roku 2020 prorektor AGH ds. Ogólnych.
Członek ESAFORM (European Scientific Association for Material Forming).